# Jedyna Maść
Jedyna Maść – polski zespół rockowy.
Działa od 1993 roku. Poprzednie nazwy: Lodófka (1993–1995), UR (1995–2000), Śmielej (2000–2005).

## Muzycy

### Obecny skład zespołu
- BD LOU – perkusja, śpiew
- BD PTOQ – gitara, śpiew
- BD YOT – gitara basowa, śpiew
- BD πU  – gitara basowa (od 2010)
- BD POLEU – perkusja, śpiew (od 2010)

### Byli członkowie
- Oskar „BD QNIEM” Wilman – gitara (1993–2008)
- Kajtek „KY-TECH” Strzelczyk – perkusja (1995–2005)
- Radek Kupis – instrumenty klawiszowe (2004–2005)
- Łukasz „Trzeci” Zapała – perkusja

## Dyskografia
- Lodófka – „Sto kilo gwoździ” (wydanie własne, 1994)
- Ur – „Pohybel” (Wydawnictwo Wyzwolenie, 1999)
- Jedyna Maść – „Jedyna Maść na żywiou” (Dundee Records, 2006)
- Jedyna Maść – „Historia Rokędrola” (wydanie własne, dytrybucja: LUNA, 2008)
- Jedyna Maść – „Guwno” (wydanie własne, 2009)
- Jedyna Maść – „Mięso” (United Records, 2012)